# Amagerbanken
Amagerbanken var Danmarks 11. største bank og havde hovedsæde på Amager. Efter længere tids tumult meddelte banken 6. februar 2011 i en fondsbørsmeddelelse, at den var gået konkurs og dermed blev overtaget af Finansiel Stabilitet. Egenkapitalen var ved konkursen -654 mio. kr. Resterne af banken blev senere solgt til BankNordik.
Banken havde 115.000 kunder fordelt på 25 afdelinger, hvoraf de 12 var placeret på Amager og yderligere 11 i resten af Hovedstadsområdet. I provinsen var der en afdeling i Odense samt en i Århus.
Ultimo 2009 havde banken ca. 55.000 aktionærer, der årligt var inviteret til generalforsamling i Bella Center, hvor de blev budt på den traditionelle forlorne skildpadde – en fast tradition siden 1912.

## Bankens historie
Banken blev grundlagt 14. januar 1903 som Kastrup Bank med en aktiekapital på 10.000 kr. På grund af det stærkt voksende befolkningstal på Amager besluttede stifterne i 1906 at udvide forretningerne til hele øen og ændre navnet til Amagerbanken. I 1912 havde banken blot 67 aktionærer. Emil Bernhard Petersen var den første direktør. 
I 1906 valgte Amagerbanken en hollandsk bonde (Amagermanden) fra det 16. århundrede som sit bomærke med udgangspunkt i et segl fra 1600-tallet. Sidenhen er bankens logo blevet moderniseret få gange, men det grundlæggende i logoet er forblevet det samme. Den nuværende version af logoet blev tegnet af Erik Ellegaard Frederiksen i 1978.
Banken begyndte sin virksomhed i E.B. Petersens villa Strandhøj på Amager Strandvej, men siden 1920 har banken haft hovedkontor på Amagerbrogade i Limfabrikkens gamle bygninger. Som årtierne gik åbnede Amagerbanken flere afdelinger på Amager og blev en integreret del af bybilledet. I april 1920 erhvervede banken den Holmbladske ejendom Amagerbrogade 25 som nyt hovedkontor, hvilket har været bygningens funktion lige siden.
I 1972 forsøgte Alex Brask Thomsen og Finansbanken at overtage Amagerbanken, men det mislykkedes på grund af en loyal aktionærkreds og et enigt personale.
I 1981 åbnede banken sin første filial uden for Amager.
I 2011 havde banken ca. 70.000 aktionærer.

## Krisen i den finansielle sektor
Amagerbanken var en af de banker, som på linje med Roskilde Bank og Forstædernes Bank, var hårdt eksponeret på ejendomsmarkedet i tiden op til Finanskrisen 2007-2010 og havde 35 procent af sit udlån placeret i ejendom- og byggeprojekter. Især en sag tiltrak sig opmærksomhed, nemlig ejendomskomplekset Østerfælled, som var belånt i banken for 450 mio. kr. Schaumann Properties solgte i juni 2008 den stærkt underskudsgivende Østerbro-ejendom med 521 lejemål for halvanden milliard kroner til en gruppe investorer omkring eksbokseren og Parken-aktionæren Hans Henrik Palm. Både køber og sælger var kunder i Amagerbanken.
I 2009 kom det frem, at Amagerbanken mente, at Østerfælled-projektet var 1,5 mia. kr. værd, mens Finanstilsynet vurderede ejendommen til 853 mio. kr. Flere eksperter vurderede, at ejendommen bevidst var bogført med en for optimistisk værdi.
En række af bankens storkunder mistede også penge på investeringer i Mols-Linien. Ud over Palm var nogle af de problematiske, tabsgivende kunder advokat Olav Damkiær-Classen, der blandt andet var medejer af det gældsplagede Østerfælled-projekt, spekulanterne Bent Müller og Henrik Ørbekker samt tidligere ejer af Rødovre Centrum Torben Andreasen. Også firmaet CPH-Boliger med ejendomme på bl.a. Sluseholmen og selskabet Green Wind Energy gav banken tab.
Betydelige nedskrivninger på engagementer med erhvervskunder medførte, at Finanstilsynet stillede skærpede krav til bankens solvens, hvilket i slutningen af 2009 truede banken med lukning. Det lykkedes dog i begyndelsen af 2010 banken at foretage en kapitalforhøjelse på kr. 748 mio. samt at skaffe supplerende kapital med kr. 290 mio., hvorefter banken kunne opfylde kravene til at komme med i Bankpakke 2 og derved overleve som selvstændig bank.
Senere kom banken atter i vanskeligheder og banken fik frist til 15. september 2010 til at skaffe 750 mio. kr. før staten vil garantere for en obligationsudstedelse, som skal sikre banken i de efterfølgende 3 år. . På baggrund af dette besluttede banken at foretage en aktieemission. Banken meddelte den 15. september 2010, at emissionen var gennemført og at banken derfor var sikret af staten de næste 3 år.  Samtidig havde staten forlangt to repræsentanter for Finansiel Stabilitet indsat i bankens bestyrelse. De to repræsentanter blev Steen Hove og Steen Hemmingsen, som samtidig ifølge aftalen med staten blev udstyret med vetoret.
Bankdirektør Knud Christensen, der havde været Amagerbankens direktør siden 1980, døde midt under finanskrisen i 2008. Han blev afløst af direktør Jørgen Brændstrup med Allan Ottsen som vicedirektør. Brændstrup havde indtil da været chef for bankens erhvervsafdeling. Han omgikkes en række af bankens tabsgivende storkunder privat, hvilket ifølge iagttagere var en medvirkende årsag til, at disse kunder også under krisen havde lempelige vilkår i banken.
Siden 1996 havde advokat N.E. Nielsen været bankens bestyrelsesformand. Han var oplært på den tidligere bestyrelsesformand, højesteretssagfører Børge Kocks, kontor.
Tilliden til N.E. Nielsen var længe intakt, men i efteråret 2010 indkaldte bankens redningsmand, Karsten Ree, til en ekstraordinær generalforsamling med henblik på at vælte formanden, som Ree havde mistet tilliden til. Ree blev støttet i dette af aktionæren Nykredit og af de to statsrepræsentanter i bestyrelsen, Hove og Hemmingsen. Advokat Niels Heering blev på generalforsamlingen afholdt den 10. november foreslået og valgt som ny formand, mens Ree fik Tina Fogh Aagaard, direktør i Karsten Ree Holding, til at fortsætte som næstformand. Hun var blevet valgt på den ordinære generalforsamling i foråret 2010. Samtidig gik de fleste andre bestyrelsesmedlemer af, nemlig Tårnby Kommunes borgmester, Henrik Zimino, der havde siddet i bestyrelsen siden 1998 samt Carsten Ehlers, Henrik Håkonsson, Kent Madsen, Jesper Reinhardt og Michael Nelleman Pedersen.
Få timer før den ekstraordinære generalforsamling havde direktør Jørgen Brændstrup indgivet sin afskedsbegæring samt et krav om et beløb på 18 mio. kr. ved fratrædelse. Eftersom direktøren selv sagde op, var han ikke berettiget til et gyldent håndtryk. Alligevel havde N.E. Nielsen accepteret Brændstrups krav som sin sidste handling som bestyrelsesformand. Den nye bestyrelsesformand, Niels Heering, udtalte, at han ville undersøge, om denne aftale kunne ophæves af rettens vej.
Den 6. februar 2011 indgav Amagerbanken konkursbegæring og blev overtaget af statens selskab for krakkede banker, Finansiel Stabilitet.  Bankens største aktionær, Karsten Ree, tabte i størrelsesordnen 800 mio. kr. på sine investeringer i banken.
Bestyrelsesformand Niels Heering har udtalt, at grunden til de voldsomme nedskrivinger på blot tre måneder var, at den tidligere bestyrelse aldrig havde indhentet en ekstern vurdering af bankens udlån. Da den nye bestyrelse trådte til i november 2010, indledte den et eftersyn af alle låne-engagementer. Her fik man blandt andet lavet eksterne vurderinger af ejendommenes værdi, og efter at have set på 169 engagementer stod man altså med et minus på 3,1 millarder, forklarede Heering. Steen Hove tilføjede, at alene de 25 største af de nedskrivninger, der blev foretaget i 4. kvartal, løb op i 2,6 mia. kroner.
Resterne af Amagerbanken blev af Finansiel Stabilitet solgt til den færøsk baserede BankNordik. Finansiel Stabilitet anlagde efterfølgende en civil erstatningssag på 900 millioner kr mod 11 medlemmer af bankens øverste ledelse for uansvarlig bankdrift. Sagen blev afgjort 12. juni 2017 med frifindelse til bankens ledelse. 

## Administrerende direktører
Denne liste er ufuldstændig; hjælp gerne med at udfylde den.
- 1903-1920 Emil Bernhard Petersen
- 1920-1956 Georg Marckman Hansen (døde i stillingen)
- 1956-1967 Iver Thomsen (direktør fra 1953, døde i stillingen)
- 1967-1980 Børge Knudsen (direktør fra 1961)
  - 1967-1980 Jens Svendsen, direktør
  - 1972-1980 Ole Thomasen, vicedirektør
- 1980-2008 Knud Christensen  (døde i stillingen)
  - 2002-2011 Allan Ottsen, vicedirektør
- 2008-2010 Jørgen Brændstrup
- 2010-2011 Steen Hove

## Bestyrelsesformænd
Denne liste er ufuldstændig; hjælp gerne med at udfylde den.
- 1910-1931 Heinrich Alexius Busch, sagfører (medlem 1906-31)
- 1931-1953 H.C. Wandrup, overretssagfører
- 1953-1979 Børge Kock, højesteretssagfører (medlem fra 1952)
- 1979-1991 Torkild Feldvoss, borgmester
- 1991-1996 Erik Chrintz-Hansen, landsretssagfører
- 1996-2010 N.E. Nielsen, advokat
- 2010-2011 Niels Heering, advokat

### Andre bestyrelsesmedlemmer
- 1917-1936 Hermann Ebert, grosserer
- 1922-1924 Emil Bernhard Petersen, fhv. direktør
- 1931-? Oluf Kristensen, handelsgartner
- 1973-? Verner Ove Permild, litograf
- 1991-1991 Bent Müller, entreprenør
- 1998-? Anne Borre, medarbejdervalgt
- 1998-2010 Villy Rasmussen, adm. direktør (næstformand)
- 1998-2010 Henrik Zimino, borgmester i Tårnby Kommune
- 2002-2006 og 2010-2011 Jannik Hindsbo, filialchef, medarbejdervalgt
- 2005-2010 John Skafte, konsulent, medarbejdervalgt
- 2008-2010 Kent Madsen, adm. direktør
- 2009-2010 Carsten Ehlers, statsaut. revisor
- 2009-2010 Henrik Håkonsson, adm. direktør
- 2009-2010 Jesper Reinhardt, direktør
- ?-2010 Anne Toxværd, afdelingschef, medarbejdervalgt
- 2010-2010 Michael Nellemann Pedersen, direktør
- 2010-2011 Tina Fogh Aagaard, direktør, statsaut. revisor (næstformand)
- 2010-2011 Hans Nielsen, statsaut. revisor
- 2010-2011 Steen Hove, adm. direktør (valgt af Finansiel Stabilitet)
- 2010-2011 Steen Hemmingsen, direktør (valgt af Finansiel Stabilitet)
- 2010-2011 Hans Boye Clausen
- 2010-2011 Jens Peter Toft
- 2010-2011 Michael Sander Baagøe, investeringsrådgiver, medarbejdervalgt
- 2010-2011 Dan Roland Hansen, privatkunderådgiver, medarbejdervalgt